# ヨハネスブルグ動物園
ヨハネスブルグ動物園（ヨハネスブルグどうぶつえん、英語: Johannesburg Zoo）は、南アフリカ共和国ハウテン州ヨハネスブルグ市都市圏にある動物園。

## 概要
開業以来、ヨハネスブルグ市が管理をしていたが、現在は非営利団体であるセクション21が運営しており、野生動物の保護や農業、医療活動に積極的である。
約3,000種の動物を飼育しており、世界の動物園で唯一、ホワイトライオンの飼育に成功しているほか、シベリアトラの飼育も行っている。

## 歴史
- 1904年 - 設立。
- 1910年 - 音楽堂完成。
- 1937年 - 象専用の水泳プール完成。